# 오카다 마사키
오카다 마사키(岡田 将生, 1989년 8월 15일 ~ )는 일본의 배우이다. 도쿄도 에도가와구 출신. 스타더스트 프로모션 소속. 신장은 181cm, 혈액형은 AB형이다.

## 약력
중학교 2학년 때 도쿄 하라주쿠에서 스카우트되어 당시는 농구부 활동에 열중했기 때문에 일단 거절을 하고, 고교 진학 후 사무실로 연락을 하면서 연예계 데뷔에 하게 되었다.
2006년, 일본 공학원 전문 학교의 CM으로 데뷔. 같은 해 드라마 《도쿄 소녀》(BS-i)로 드라마 데뷔.
2007년 영화 《천연 꼬꼬댁》, TV 드라마 《학생제군!》(TV 아사히)과 《아름다운 그대에게~미남♂파라다이스~》(후지 TV)에서 주요 역할을 맡았다.
2008년, TV 드라마 《뾰루지와 여동생》으로 드라마 첫 주연. 2008년 겨울부터 2009년까지 주연급으로 출연한 영화 다섯 편 (《마법사에게 소중한 것》, 《중력 피에로》, 《하프웨이》, 《호노카아 보이》, 《내 첫사랑을 너에게 바친다》)이 연이어 공개된다. 이 작품들을 통해 2009년도 주요 영화상을 휩쓸었다.
2009년 영화 《호노카아 보이》로 영화 첫 주연. 같은 해에는 TV 드라마 《오토멘~여름~》(후지 TV)으로 연속 드라마 첫 주연. 또한 연예 활동과 병행하여 도내의 한 대학에 재학 중이었지만, 2009년 말에 대학을 중도 퇴학하고, 배우 일에 전념한다.
2010년 히로키 류이치 감독의 영화 《번개나무》로 시대극 첫 출연. 영화 《고백》에서는 열혈가의 겉도는 교사 역할을, 《악인》에서는 비열한 미남 대학생 역할의 연기로 조연을 호연해, 제34회 일본 아카데미상상에 두 작품으로 우수 남우조연상에 노미네이트되었다.
2012년 《타이라노 키요모리》로 미나모토노 요리토모 역을 연기해, 대하드라마에 첫 출연해 내레이션도 담당. 당시 22세로, 미나모토노 요리토모 역을 연기하는 것도, 내레이션을 담당하는 것도 대하드라마 사상 최연소가 되었다.
2014년 니나가와 유키오 연출에 의한 무대 《개기식 -Total Eclipse-》에서 첫 무대에 도전해, 19세기 프랑스 시인 아르튀르 랭보 역으로 주연을 맡았다.

## 인물
- 가족 구성은 아버지, 어머니, 누나, 여동생.

- 어린 시절은 머리는 생머리였지만, 중학생 무렵부터 갑자기 곱슬파마가 되었다.

- 자신의 성격을 “낯가림이고 사람을 사귀는 것에는 서투른 편”이라고 말한다.[10]

- 제35회 몬트리올 국제 영화제에서 이노베이션(혁신)상을 수상한 이후 수상 보고 회견에서 과거에 왕따를 당한 경험이 있다고 고백했다.

- ‘모모짱’이라는 이름의 버니스 마운틴 견을 기르고 있으며, 본가에서는 ‘리리’라는 치와와와 ‘뮤’라는 이름의 아메리칸 쇼트헤어, ‘나나’라는 래브라도 리트리버를 기르고 있다. ‘리리’라고 이름을 붙인 것은, BUMP OF CHICKEN의 ‘리리’와 이와이 슌지 감독의 영화 《릴리 슈슈의 모든 것》을 좋아해서이다.

- 만약 다시 태어날 수 있다면 일본 축구 국가대표팀 선수가 되고 싶다고 발언했다.[11]

### 기호·교우 관계
- 취미는 산책과 농구.

- 좋아하는 작가는 시게마츠 키요시, 이시다 이라, 이사카 코타로이다. 좋아하는 만화는 〈베르세르크〉, 영화는 《릴리 슈슈의 모든 것》, 《유레루》, 《굿 윌 헌팅》과 《나를 둘러싼 것들》이다.[12]

- 좋아하는 코미디언은 COWCOW(개그 콤비),[주 1] 가수는 BUMP OF CHICKEN이다.

- 친한 친구로는 미우라 하루마, 사토 타케루,[주 2] 미조바타 준페이. 영화 《중력 피에로》에서 공연한 카세 료와는 서로 성격이 비슷하기 때문에 의기 투합했다고 한다.

- 좋아하는 이성에 대해서는 “착한 사람, 수수한 옷을 입은 사람, 자신의 이야기를 들어주는 사람”이라고 말하고 있다.

## 출연 작품
역할의 굵은 표시는 주연 작품

### 영화
| 개봉일자                   | 제목                                                    | 역할                       | 배급사                    | 비고      |
| -------------------------- | ------------------------------------------------------- | -------------------------- | ------------------------- | --------- |
| 2007년 5월 12일            | 집오리와 들오리의 코인로커                              | 면허 없는 학생             | 재너두                    |           |
| 2007년 7월 28일            | 천연 꼬꼬댁                                             | 오오사와 히로미            | 아스믹 에이스             |           |
| 2007년 11월 23일           | ROBO☆ROCK                                               | 소년                       | 아스테아                  |           |
| 2008년 3월 15일            | 빠라빠라 빰                                             | 무라사메 료                | 토네이도 필름             |           |
| 2008년 12월 20일           | 마법사에게 소중한 것                                    | 미도리카와 고타            | 닛카쓰                    |           |
| 2009년 2월 21일            | 하프웨이                                                | 슈 (시노사키 슈)           | 시네콰논                  |           |
| 2009년 3월 14일            | 하와이언 레시피                                         | 레오                       | 도호                      |           |
| 2009년 5월 23일            | 중력 피에로                                             | 오쿠노 하루                | 아스믹 에이스             |           |
| 2009년 10월 24일           | 내 첫사랑을 너에게 바친다                               | 카키노우치 타쿠마          | 도호                      |           |
| 2010년 6월 5일             | 고백                                                    | 베르테르 (테라다 요시테루) | 도호                      |           |
| 2010년 6월 19일            | 순간 반짝임                                             | 고노 준이치                | SDP                       |           |
| 2010년 9월 11일            | 악인                                                    | 마스오 케이고              | 도호                      |           |
| 2010년 10월 22일           | 번개나무                                                | 나리미치                   | 도호                      |           |
| 2011년 5월 28일            | 프린세스 토요토미                                       | 아사히 갱즈부르            | 도호                      |           |
| 2011년 11월 19일           | 고독사                                                  | 나가시마 쿄헤이            | 쇼치쿠                    |           |
| 2012년 5월 5일             | 우주형제                                                | 난바 히비토                | 도호                      |           |
| 2012년 9월 1일             | 비밀의 아코짱                                           | 하야세 나오토              | 쇼치쿠                    |           |
| 2013년 9월 13일            | 극장판 ATARU - THE FIRST LOVE & THE LAST KILL‐          | 이노구치 타스쿠            | 도호                      |           |
| 2013년 9월 28일            | 사죄의 왕                                               | 누마타 타쿠야              | 도호                      |           |
| 2013년 10월 26일           | 깨끗하고 연약한                                         | 아카자와 로쿠              | 도호                      |           |
| 2013년 11월 9일            | 49일의 레시피                                           | 하루                       | 가가                      |           |
| 2014년 3월 8일             | 위대한, 슈라라봉                                        | 히노데 료스케              | 도에이                    |           |
| 2014년 5월 24일            | 오! 파더                                                | 유키오                     | 워너 브라더스 영화        |           |
| 2014년 11월 22일           | 마인드셋                                                | 혼다 가지로                | 도에이                    |           |
| 2015년 1월 10일            | 극장판 ST 적과 백의 수사 파일                           | 유리네 토모히사            | 도호                      |           |
| 2015년 4월 1일             | 거짓말은 자란다                                         | 구급대원의 남자            | 도에이                    | 특별 출연 |
| 2015년 6월 27일            | 더 크로니클: 뮤턴트의 반격                              | 에자키 스바루              | 워너 브라더스 영화        |           |
| 2016년 8월 6일             | 비밀 THE TOP SECRET                                     | 아오키 잇코                | 쇼치쿠                    |           |
| 2016년 10월 15일           | 누구                                                    | 미야모토 타카요시          | 도호                      |           |
| 2017년 7월 14일            | 은혼                                                    | 카츠라 코타로              | 워너 브라더스 영화        |           |
| 2017년 8월 4일             | 죠죠의 기묘한 모험 -다이아몬드는 부서지지 않는다 제1장- | 니지무라 케이쵸            | 도호 / 워너 브라더스 영화 |           |
| 2018년 1월 12일            | 이토군 A to E                                           | 이토 세이지로              | 쇼게이트                  |           |
| 2018년 8월 17일            | 은혼 2: 규칙은 깨라고 있는 것                           | 카츠라 코타로              | 워너 브라더스 영화        |           |
| 2018년 11월 23일           | 가족의 이야기                                           | 코바야시 타쿠야            | KATSU-do                  |           |
| 2019년 1월 25일            | 하늘의 레스토랑                                         | 고베 요타로                | 도쿄 테아토르             |           |
| 2020년 10월 9일            | 별의 아이                                               | 미나미 선생님              | 도쿄 테아토르 / 요아케    |           |
| 2021년 1월 22일            | 삼각창의 밖은 밤                                        | 하야카와 리히토            | 쇼치쿠                    |           |
| 2021년 6월 25일            | Arc 아크                                                | 쿠로다 테논                | 워너 브라더스 영화        |           |
| 2021년 8월 20일            | 드라이브 내 차                                          | 다카츠키 코지              | C & I 엔터테인먼트        |           |
| 2021년 10월 22일 공개 예정 | CUBE 한번 들어가면 마지막                               | 오치 신지                  | 쇼치쿠                    | [ 13 ]    |
| 2021년 11월 19일           | 성지X                                                   | 테루오                     | 가가                      |           |
| 2023년 9월 1일             | 1초 앞, 1초 뒤                                          | 하지메                     |                           |           |
| 2023년 10월 13일           | 유토리입니다만 무슨 문제 있습니까 인터내셔널            | 사카마 마사카즈            | 도호                      |           |
| 2024년 8월 23일            | 라스트 마일                                             | 나시모토 코                | 도호                      |           |

### 텔레비전 드라마
| 방송일자                  | 제목                                                                               | 역할                             | 방송사            | 비고                                                                 |
| ------------------------- | ---------------------------------------------------------------------------------- | -------------------------------- | ----------------- | -------------------------------------------------------------------- |
| 2006년 8월 6일            | 단편 영화 도쿄 소녀 제2화 〈바라보는 소녀〉                                        | 캿챠                             | TBS·BS-i          |                                                                      |
| 2006년 9월 6일            | 청춘★ENERGY 또 하나의 슈가&스파이스 제2화                                          | 나이토 마사토                    | 후지 TV           |                                                                      |
| 2007년 4월 14일           | 사랑하는 일요일 제3시리즈 제2텀 제2화 〈내일의 웃는 얼굴〉                         | 와카바야시 료스케                | BS-i              |                                                                      |
| 2007년 4월 ~ 6월          | 학생제군!                                                                          | 키노시타 카오루                  | TV 아사히         |                                                                      |
| 2007년 7월 ~ 9월          | 아름다운 그대에게~미남♂파라다이스~                                                 | 세키메 쿄고                      | 후지 TV           |                                                                      |
| 2008년 2월 7일            | 교섭인~THE NEGOTIATOR~ 제5화                                                       | 모토하시 카즈마                  | TV 아사히         |                                                                      |
| 2008년 3월 1일            | 뾰루지와 여동생                                                                    | 나리타 카즈키                    | TV 아사히         |                                                                      |
| 2008년 7월 ~ 9월          | 태양과 바다의 교실                                                                 | 네기시 히로키                    | 후지 TV           |                                                                      |
| 2009년 8월 ~ 9월          | 오토멘~여름~                                                                       | 마사무네 아스카                  | 후지 TV           |                                                                      |
| 2008년 10월 12일          | 아름다운 그대에게: 미남♂파라다이스 - 졸업식 & 7과 1/2                              | 세키메 쿄고                      | 후지 TV           |                                                                      |
| 2009년 10월 ~ 11월        | 오토멘~가을~                                                                       | 마사무네 아스카                  | 후지 TV           |                                                                      |
| 2010년 4월 9일 ~ 11일     | 후지 TV 개국 50주년 기념 드라마 〈우리 집의 역사〉                                 | 미야자키 마사시                  | 후지 TV           |                                                                      |
| 2010년 10월 ~ 12월        | 황금 돼지-회계 검사청 특별 조사과-                                                 | 쿠도 스구루                      | NTV               |                                                                      |
| 2011년 4월 23일           | 영 블랙 잭                                                                         | 하자마 쿠로오                    | NTV               |                                                                      |
| 2011년 9월 21일           | 사랑해 ~유대~                                                                      | 모리타 나오토                    | NTV               |                                                                      |
| 2011년 11월 5일           | 고독사 ~프롤로그~ 천국에 이사 가게                                                 | 내레이션                         | TBS               |                                                                      |
| 2012년 1월 ~ 12월         | 대하드라마 〈타이라노 키요모리〉                                                   | 미나모토노 요리토모              | NHK               | 나레이션 겸임                                                        |
| 2012년 1월 ~ 3월          | 성스러운 괴물들                                                                    | 시바 켄고                        | TV 아사히         |                                                                      |
| 2012년 4월 ~ 6월          | 미래일기-ANOTHER:WORLD-                                                            | 호시노 아라타                    | 후지 TV           |                                                                      |
| 2012년 8월 18일           | 정말로 있었던 무서운 이야기 여름 특별편 2012 〈오른쪽 어깨의 여자〉                | 사와다 토시야                    | 후지 TV           |                                                                      |
| 2013년 1월 6일            | ATARU 스페셜 ~뉴욕으로부터의 도전장!!~                                             | 이노구치 타스쿠                  | TBS               |                                                                      |
| 2013년 4월 10일           | ST 경시청 과학 특수반 SP                                                           | 유리네 토모히사                  | NTV               |                                                                      |
| 2013년 10월 ~ 12월        | 리갈하이 제2기                                                                     | 하뉴 하루키                      | 후지 TV           |                                                                      |
| 2013년 11월 10일          | 치킨 레이스                                                                        | 카미야 타케시                    | WOWOW             |                                                                      |
| 2014년 2월 15일           | 호시 신이치 미스터리 SP 〈정도의 문제〉                                            | 엔 상                            | 후지 TV           |                                                                      |
| 2014년 7월 ~ 9월          | ST 적과 백의 수사 파일                                                             | 유리네 토모히사                  | NTV               |                                                                      |
| 2014년 8월 2일            | 백은의 잭                                                                          | 네즈 쇼헤이                      | TV 아사히         |                                                                      |
| 2015년 4월 ~ 6월          | 불편한 심부름센터                                                                  | 타케야마 준                      | TV 도쿄           |                                                                      |
| 2015년 10월 ~ 12월        | 오키테가미 쿄코의 비망록                                                           | 카쿠시다테 야쿠스케              | NTV               |                                                                      |
| 2016년 4월 ~ 6월          | 유토리입니다만 무슨 문제 있습니까                                                  | 사카마 마사카즈                  | NTV               |                                                                      |
| 2016년 12월 30일          | 불편한 심부름센터 2016 첫눈                                                        | 타케야마 준                      | TV 도쿄           |                                                                      |
| 2017년 7월 2일·9일        | 유토리입니다만, 무슨 문제 있습니까? 준마이긴조 순정편                              | 사카마 마사카즈                  | NTV               |                                                                      |
| 2017년 3월 17일           | 북풍과 태양의 법정                                                                 | 코지타니 료타                    | NTV               |                                                                      |
| 2017년 3월 23일·24일      | 인연~달리는 기적의 망아지~                                                         | 마츠시타 타쿠마                  | NHK 종합          |                                                                      |
| 2017년 3월 25일·4월 1일   | 바이플레이어즈 ~만약 6명의 명조연이 쉐어하우스에 산다면~ 제11화·제12화             | 오카다 마사키 (본인)             | TV 도쿄           | 극중극 (가공드라마) 아침 연속 드라마 『시맛코상』 - 오카야마 타로 역 |
| 2017년 4월 ~ 6월          | 작은거인                                                                           | 야마다 하루히코                  | TBS               |                                                                      |
| 2017년 9월 25일·10월 2일  | 이토군 A to E 제7화·제8화                                                          | 이토 세이지로                    | MBS               | 특별 출연                                                            |
| 2017년 12월 2일           | 명함게임                                                                           | 수수께끼의 남자 X                | WOWOW             |                                                                      |
| 2018년 10월 ~ 12월        | 쇼와 겐로쿠 라쿠고 심중                                                            | 8대 유라쿠테이 야쿠모 (키쿠히코) | NHK 종합          |                                                                      |
| 2018년 12월 14일          | 대유괴2018                                                                         | 토나미 켄이치                    | 도카이 TV         |                                                                      |
| 2019년 4월 1일 ~ 9월 28일 | 연속 TV 소설 〈여름 하늘〉                                                         | 오쿠하라 사이타로                | NHK               |                                                                      |
| 2018년 2월 7일            | 바이플레이어즈 ~만약 명조연이 테레비도쿄 아침드라마에서 무인도생활을 한다면~ 제1화 | 오카다 마사키 (본인)             | TV 도쿄           | 특별 출연                                                            |
| 2019년 11월 2일           | 여름 하늘 SP 가을 대수확축제 〈토요상의 도쿄이야기〉                               | 오쿠하라 사이타로                | NHK BS 프리미엄   |                                                                      |
| 2019년 4월 5일·12일       | 이혼한 두 사람                                                                     | 도시마 마사요시                  | TV 아사히         |                                                                      |
| 2020년 10월 ~ 11월        | 탈리오 복수 대행의 두 사람                                                         | 쿠로 켄스케                      | NHK 종합·BS4K     |                                                                      |
| 2021년 1월 ~ 3월          | 쓸 수 없어!? ~각본가 요시마루 케이스케의 이야기 없는 생활~                         | 야가미 하야토                    | TV 아사히         |                                                                      |
| 2021년 4월 ~ 6월          | 오마메다 토와코와 세 명의 전 남편                                                  | 나카무라 신모리                  | 칸사이 TV·후지 TV |                                                                      |
| 2021년 10월 14일          | 닥터 X ~외과의·다이몬 미치코 ~제7시리즈 제1화                                      |                                  | TV 아사히         | 특별출연                                                             |

### 무대
| 공연일자                                                                                | 제목                            | 역할                | 장소 | 비고          |
| --------------------------------------------------------------------------------------- | ------------------------------- | ------------------- | --- | ------------- |
| 2014년                                                                                  | 개기식 -Total Eclips-           | 아르튀르 랭보       | Bunkamura 극장 코쿤 外 | [ 14 ] [ 15 ] |
| 2015년                                                                                  | 우먼 인 블랙 〈검은 옷의 여자〉 | 킵스                | 파르코 극장 外 | [ 16 ]        |
| 2016년                                                                                  | 고고 보이즈 고고 헤븐           | 토이/오카자키 (2역) | Bunkamura 극장 코쿤 外 | [ 17 ]        |
| 2018년 6월 7일 ~ 7월 15일                                                               | 인간 백지화                     | 하이지              | Bunkamura 극장 코쿤 / 모리노미야 필로티 홀 |               |
| 2019년 5월 9일 ~ 6월 11일                                                               | 햄릿                            | 햄릿                | Bunkamura 극장 코쿤 / 모리노미야 필로티 홀 | [ 18 ]        |
| 8월 2일 ~ 8월 4일·8월 6일·8월 8일 ~ 8월 9일·8월 11일·8월 14일 ~ 27일·8월 30일 ~ 9월 1일 | 부랏켄·무어 ~황무지의 망령~     | 테렌스 에이버리     | 극장 1010 / 나가노현 현민 문화 회관 호쿠토 문화홀 대홀 / 일본 특수도업 시민회관 빌리지 홀 / 시즈오카시 시미즈 문화회관 마리나토 / 극장 클리에 / 우메다 예술극장 극장 드라마 시티 | [ 19 ]        |
| 2021년 7월 11일 ~ 8월 3일·2021년 8월                                                    | 이야기 없는이 세상.             | 스가 유이치         | Bunkamura 극장 코쿤 / 교토 극장 | [ 20 ]        |

### 라디오 드라마
- JFN 계열 「야마다 히사시의 라디안 리미티드 F」 라디오 드라마 《천국의 편지》 (2014년 11월 21일·28일, TOKYO FM) - 영화 《마인드셋》에서의 주요 배역들이 총출동하고 있다.[21][22]

### 프로모션 비디오
PV나 MV에 출연
- SHOWTA. 〈소원의 별 (願い星)〉 (2006년)
- S.R.S 〈Sometimes〉 (2009년) - 영화 《중력 피에로》 주제가
- 마이카 〈마음 (心)〉 (2010년) - 영화  《번개나무》 주제가
- GReeeeN 〈연문~러브 레터~ (恋文〜ラブレター〜)〉 (2011년) - 영화 《고독사》 주제가
- 아베 마오 - 〈boyfriend〉 (2013년) - 내레이션으로 참여
- [Alexandros] - 〈내일 또 (明日、また)〉 (2017년) - 쿠로렛쯔 〈깔끔하게 이전에〉편의 CM송

극 중 영상 재편집
- 쿠루리 〈말은 삼각, 마음은 사각 (言葉はさんかく こころは四角)〉 (2007년) - 영화 《천연 꼬꼬댁》 주제가
- THYME 〈사랑하는 사람 (愛する人)〉 (2008년) - 영화 《마법사에게 소중한 것》 주제가
- K 〈보고 싶으니까 (会いたいから)〉(2010년) - 영화 《순간 반짝임》 주제가
- 오하시 트리오 - 〈Fairy (雷桜)〉(2010년) - 영화 《번개나무》 극 중 노래
- 사이토 카즈요시 - 〈아지랑이 (かげろう)〉(2013년) - 영화 《깨끗하고 연약한》 주제가
- 스가 시카오 〈LIFE〉 (2014년) - 영화 《오! 파더》  주제가
- 스트레이테너 〈The Place Has No Name〉(2015년) - 드라마 《불편한 심부름센터》 오프닝 테마
- 스피츠 - 《설풍 (雪風) 스페셜 영상》(2015년) - 드라마 〈불편한 심부름센터〉 엔딩 테마 (협업 영상)
- androp - 〈Joker〉 special movie (2017년) - 영화 《이토군》 A to E 주제가

### 광고(CM)
- 일본 공학원 전문 학교 (2006년)
- 하쿠센샤 〈월간 LaLa〉 (2006년 ~ 2007년)
- 코나미 〈두근두근 메모리얼 ONLINE〉 (2007년 1월) - 코바야시 료코와 공동 출연
- NTT 도코모
  - 도코모 봄 캠페인 음악 핸드폰 〈벚꽃의 약속〉편 (2007년 2월) - 하루와 공동 출연
  - 혼자와, 하나. (2010년 5월 ~ 2011년) - 와타나베 켄과 공동 출연
- JR 동일본 오후나 에키나카 (2007년) - 타베 미카코와 공동 출연
- 에자키 글리코 〈맨즈 포키〉 (2007년 9월 ~ 2008년 9월)
- 네슬레 재팬 〈킷캣〉 (2009년 2월) - 키타노 키이와 공동 출연 (영화 《하프웨이》와의 콜라보)
- 슈에이샤 슈에이샤 문고 〈여름 한권 (나쯔이찌)〉 (2009년) - 코토바 역 ※야마시타 리오와 공동 출연
- 캐논 〈픽서스〉 (2009년 ~ 2012년) - 2011년 9월부터는 아시다 마나와 공동 출연
- 립톤 〈더 로열 밀크 티〉 (2009년 ~ 2010년) - 하마다 가쿠, 아오키 무네타카, 와타베 고타, 스즈키 히로시와 공동 출연
- 모리나가 제과 〈다스〉 (2009년 ~ 2010년) - 우스다 아사미와 공동 출연
- 유니버설 뮤직 〈사랑의 노래 3〉 (2009년 ~ 2010년)
- 산토리 음료
  - 비타민 워터 (2010년 ~ 2012년) - 카토 세이시로와 공동 출연, 2010년 7월부터는 누쿠미즈 요이치와 공동 출연
  - 산토리 그룹 응원 CM (2011년 4월)
- 아디다스 재팬 2010 봄/여름 프로모션
- 산텐 제약 〈산테 FX 시리즈〉 (2010년 ~ 2011년)
- 로손 〈주먹밥 가게〉 (2010년 ~ 2011년) - 나가츠카 쿄조와 공동 출연
- 이토 햄 〈라 피자〉 (2010년)
- 스즈키 〈라팡〉 (2011년 ~ 2013년) - 히지이 미카와 공동 출연
- 볼티지 〈베츠카레〉 (2012년)
- 카오 〈클리어 클린〉 (2012년 ~ 2013년)
- 아사히 맥주 〈제로카쿠〉 (2012년 ~ 2013년) - 츠츠미 신이치와 공동 출연
- IHI (2012년 ~ ) - 야마시타 리오와 공동 출연
- 유캔 (2013년) - 나가사와 마사미, 사카시타 치리코, 유즈와 공동 출연
- 미츠이 부동산 상업 경영 〈라라포트〉 (2014년)
- 홋토 못토 〈Netto Motto〉 (2014년 8월 ~ 2015년)
- 칼피스 〈칼피스 소다〉 (2015년)
- WRIGHT FLYER STUDIOS 〈소멸 도시〉 (2015년 11월)
- 스퀘어 에닉스 〈뫼비우스 파이널 판타지〉 (2016년 7월) - 미야가와 다이스케와 공동 출연
- 일본 코카-콜라 캐나다 드라이 〈어른을 즐겁게 하는 탄산〉편 (2017년) : 진저 에일 (2월), 클리어 스파클링 (6월)
- 몬델리즈 재팬 〈클로레츠〉 (2017년 9월 ~ )
- AXA 재팬 3사
  - 〈ONE AXA·당신의 풍향〉편 (2017년 9월)
  - 의료 보험 스마트 케어〈계속 나아가는 남자〉편 (2017년 9월 ~ )
  - 자동차 보험 〈내가 선택한 악사 다이렉트〉편 (2017년 12월)
  - 자동차 보험  〈천체 관측〉편 (2019년 1월 ~ )
  - 자동차 보험 〈가족의 추억〉편 (2020년 1월 ~ )
  - 자동차 보험 〈여동생의 자취〉편 (2021년 1월 ~ )
- 야마키 〈캇포시라다시〉 (2018년 4월 ~ )
- KONAMI 〈유희왕 러쉬 듀얼〉 (2021년 3월 ~ )

## 음악 작품
- STUTS & 마츠 타카코 with 3exes 〈Presence〉 (2021년) - TV 드라마 《오마메다 토와코와 세 명의 전 남편》 주제가 앨범. 3exes의 일원으로서 코러스와 랩으로 참여.

## 서적

### 사진집
- aloha. 오카다 마사키 in 호노카아 보이 (2009년 3월 14일, 피아) - 주연 영화 《호노카아 보이》의 비주얼 북.  ISBN 978-4-8356-1730-5
- 미래의 파편 (2016년 8월 25일, 갬비트) - 〈CUT〉, 〈an·an〉, 〈MEKURU〉에서 발표한 연재를 재구성한 단행본이다.[23] ISBN 978-4-907462-29-1

### 문고 커버
- SDP Bunko 제7탄 문학 날씨 -안타까운 마음- (2009년 11월 7일, SDP)
- 다자이 오사무 〈인간실격〉 ISBN 978-4-903620-50-3
- 하기와라 사쿠타로 〈달에게 짖다〉 ISBN 978-4-903620-51-0
- 나카지마 아츠시 〈산월기〉 ISBN 978-4-903620-53-4
- 모리 오가이 〈무희〉 ISBN 978-4-903620-52-7

## 수상 경력
| 연도   | 시상식                               | 부문              | 작품                                                            | 출처                 |
| ------ | ------------------------------------ | ----------------- | --------------------------------------------------------------- | -------------------- |
| 2009년 | 제34회 호치 영화상                   | 신인상            | 중력 피에로, 하프웨이, 호노카아 보이, 내 첫사랑을 너에게 바친다 | [ 24 ]               |
| 2009년 | 제22회 닛칸 스포츠 영화 대상         | 신인상            | 중력 피에로, 내 첫사랑을 너에게 바친다                          |                      |
| 2009년 | 제52회 블루 리본상                   | 신인상            | 중력 피에로, 하프웨이, 호노카아 보이, 내 첫사랑을 너에게 바친다 | [ 4 ]                |
| 2009년 | 제34회 엘란도르상                    | 신인상            | 빈칸                                                            | [ 25 ] [ 5 ]         |
| 2009년 | 제31회 요코하마 영화제               | 최우수 신인상     | 중력 피에로, 하프웨이, 호노카아 보이, 내 첫사랑을 너에게 바친다 | [ 26 ]               |
| 2009년 | 제33회 일본 아카데미상               | 신인 배우상       | 호노카아 보이, 내 첫사랑을 너에게 바친다, 중력 피에로           | [ 27 ] [ 28 ]        |
| 2009년 | 제19회 일본 영화 비평가 대상         | 신인상            | 호노카아 보이                                                   | [ 29 ]               |
| 2010년 | 제34회 일본 아카데미상               | 우수 조연 남우상  | 악인                                                            |                      |
| 2010년 | 제34회 일본 아카데미상               | 우수 조연 남우상  | 고백                                                            |                      |
| 2013년 | 제79회 더 텔레비전 드라마 아카데미상 | 남우조연상        | 리갈 하이 제2기                                                 | [ 30 ]               |
| 2016년 | 제4회 컨피던스 어워드                | 드라마 남우주연상 | 유토리입니다만 무슨 문제 있습니까                               | [ 31 ] [ 32 ] [ 33 ] |
| 2018년 | 제14회 컨피던스 어워드               | 드라마 남우주연상 | 쇼와 겐로쿠 라쿠고 심중                                         | [ 34 ]               |

### 내용주
1. ↑  NTV 계열 《샤베쿠리 007》  (2012년 5월 7일 방송)
2. ↑  NTV 계열 《샤베쿠리 007》  (2011년 11월 14일 방송)
3. ↑  개봉일 기준은 일본에서의 개봉일이다.
4. ↑  키타노 키이와 공동 주연
5. ↑  이노우에 마오와 공동 주연
6. ↑  에이쿠라 나나와 공동 주연
7. ↑  오구리 슌와 공동 주연
8. ↑  나가사와 마사미와 공동 주연
9. ↑  하마다 가쿠와 공동 주연
10. 1 2 3  후지와라 타츠야와 공동 주연
11. ↑  기무라 요시노와 공동 주연
12. ↑  시손 쥰와 공동 주연
13. ↑  제74회 칸 영화제 경쟁부문에 공식 출품 되었다. 이 작품은 각본상, 국제 영화 비평가 연맹상, 에큐메니컬 심사위원상, AFCAE상을 수상했다.
14. ↑  하루와 공동 주연
15. ↑  하마베 미나미와 공동 주연

### 참조주
1. 1 2 3  “스타 더스트 프로모션 예능 3부 오카다 마사키 프로필”. 《STARDUST공식 사이트》. 스타더스트 프로모션. 2017년 4월 29일에 확인함.
2. 1 2  “오카다 마사키, 화환에 “에도가와구의 노래를” 제안도...「에도가와구에 이런 얼짱이 있어?」”. 오리콘 뉴스. 2019년 11월 11일. 2020년 1월 22일에 확인함.
3. 1 2  오카다 마사키 (2013년 10월 25일). 《【오카다 마사키】겸손한 사람은 마음의 아픔도 알아채는 영화 「깨끗하고 연약한」 주연》.  인터뷰어: 카토 유미코.  “zakzak”. 2016년 8월 11일에 확인함.
4. 1 2  “오카다 마사키「대학 그만 둔」 블루리본 신인상”. 《산케이 스포츠》. 2010년 1월 28일. 2010년 1월 29일에 원본 문서에서 보존된 문서. 2014년 8월 15일에 확인함.
5. 1 2  “「2010년 엘란도르상」 신인상 6명이 결정 오카다 마사키는 대학 중퇴에 「후회는 없다」”. ORICON STYLE. 2010년 2월 4일. 2017년 3월 1일에 확인함.
6. ↑  “아오이 유우 「번개나무」 첫날 감격의 눈물 오카다 마사키는 울어”. 《영화.com》. 2010년 10월 22일. 2014년 12월 1일에 확인함.
7. ↑  “「제34회 일본 아카데미상」사회를 맡는 마츠 타카코를 베타 칭찬! : 최신 영화 뉴스이라면 MOVIE WALKER PRESS”. 《MOVIE WALKER PRESS》. 2021년 1월 18일에 확인함.[깨진 링크(과거 내용 찾기)]
8. ↑  “나로 좋아? 오카다 마사키 “막내” 요리토모 역 & 내레이터”. 《스포니치》. 2011년 8월 9일. 2015년 2월 7일에 원본 문서에서 보존된 문서. 2015년 2월 8일에 확인함.
9. ↑  “오카다 마사키가 무대 첫 도전 「언젠가 도전하고 싶다고 생각했다」”. ORICON NEWS. 2014년 7월 28일. 2018년 3월 5일에 확인함.
10. ↑  NET.VIVI 보관됨 2010-08-23 - 웨이백 머신 2009년 7월 1일
11. ↑  오카다 마사키의 축구 선수 모습에 두근! 당신이 어렸을 때 되고 싶었던 직업은?
12. ↑  시네마 투데이 Vo19 인터뷰
13. ↑  “스다 마사키 주연으로 밀실극 「CUBE」을 리메이크!  남녀 6명에 안, 오카다 마사키, 사이토 타쿠미가”. 《영화나탈리》. 나타샤. 2021년 2월 2일. 2021년 8월 1일에 확인함.
14. ↑  “Bunkamura25주년 기념 개기식〜Total Eclipse〜”. Bunkamura. 2017년 4월 15일에 확인함.
15. ↑  “오카다 마사키가 무대 첫 도전 「언젠가 도전하고 싶다고 생각했다」”. ORICON STYLE. 2014년 7월 28일. 2014년 8월 15일에 확인함.
16. ↑  “오카다 마사키, 두 번째 무대 「“이야기에 끌려 이제 할 수 밖에 없다”고 생각했다」”. SANSPO.COM. 2015년 7월 18일. 2015년 7월 18일에 확인함.
17. ↑  “아베 사다오 「귀여운」 오카다 마사키와 보이즈 러브 무대”. 《닛칸스포츠》. 2016년 3월 17일. 2016년 3월 17일에 확인함.
18. ↑  “오카다 마사키가 타이틀 롤에 도전하는 「햄릿」개최 결정, 오펠 역에 쿠로키 하루”. 스테이지 나탈리. 2018년 10월 24일에 확인함.
19. ↑  “오카다 마사키 자신감을 가지고 작품을 전할 수 무대 고사리 무어 ~황무지의 망령~ 첫날 전에 회견 & 게네프로 리포트”. 《SPICE - 엔터테인먼트 전문 형식 정보 미디어 스파이스》. 2019년 8월 11일에 확인함.
20. ↑  “미우라 다이스케, 3년 만의 신작 「이야기없는 이 세상」에 오카다 마사키·미네타 카즈노부·테라지마 시노부가”. 《스테이지 나탈리》. 2021년 3월 8일. 2021년 3월 8일에 확인함.
21. ↑  “오카다 마사키, 히로스에 료코 등과 영화 속편에 임하는 「좀처럼 할 수 없는 것」”. modelpress. 2014년 11월 14일. 2017년 10월 14일에 확인함.
22. ↑  “오카다 마사키 & 히로스에 료코 공연작 「마인드셋」의 후일담 그리는 라디오 드라마가 방송 결정!”. 영화.com. 2014년 11월 16일. 2017년 10월 14일에 확인함.
23. ↑  “오카다 마사키의 7년간 정리한 책에 첫 공개 컷 다다수록 생일에 이벤트도”. 《영화나탈리》. 2016년 7월 15일. 2016년 7월 15일에 확인함.
24. ↑  “호치 영화상 역대 수상자 목록”. 스포츠호치. 2015년 9월 11일에 원본 문서에서 보존된 문서. 2017년 4월 6일에 확인함.
25. ↑  “엘란도르상 역대 수상자 목록”. 일반 사단 법인  일본 영화 텔레비전 프로듀서 협회. 2017년 4월 6일에 확인함.
26. ↑  “제31회 요코하마 영화제”. 요코하마 영화 축제. 2017년 4월 6일에 확인함.
27. ↑  “수상 결과 일람 : 제33회 일본 아카데미상 우수 작품”. 일본 아카데미상 공식 사이트. 2017년 4월 6일에 확인함.
28. ↑  “【일본 아카데미 상 시상식】신인 배우상 오카다 마사키, 타이라 아이리 등”. 닛테레NEWS24. 2010년 3월 5일. 2014년 8월 19일에 원본 문서에서 보존된 문서. 2014년 8월 15일에 확인함.
29. ↑  “지난 수상자 : 2000년도 ~ 2009년도”. 일본 영화  비평가 대상 공식 사이트. 2017년 4월 6일에 확인함.
30. ↑  “수상 결과 일람 : 제34회 일본 아카데미상 우수 작품”. 일본 아카데미상 공식 사이트. 2017년 4월 6일에 확인함.
31. ↑  “「제4회 컨피던스 어워드 드라마상」 : ORIGINAL CONFIDENCE”. 오리콘. 2019년 8월 24일에 원본 문서에서 보존된 문서. 2017년 4월 6일에 확인함.
32. ↑  “봄 드라마 남우주연 No .1는 「여유~」의 오카다 마사키”. ORICON NEWS. 2016년 7월 23일. 2017년 4월 6일에 확인함.
33. ↑  “TBS 「재발행 가능!」작품상 남우주연상은 오카다 마사키, 여우주연상은 미츠시마 히카리 오리콘 계열 드라마상”. 《산케이뉴스》. 2016년 8월 9일. 2016년 8월 11일에 확인함.
34. ↑  “제14회 「컨피던스 어워드 드라마상」 발표! 작품상 「오늘부터 우리는!!」 외 총 7개 부문 수상자 기쁨의 코멘트 도착”. ORICON NEWS. 2019년 2월 1일. 2019년 2월 1일에 확인함.